# 토레 마우라역
토레 마우라(이탈리아어: Torre Maura) 역은 로마 지하철 C선의 역이다. 카실리나 로, 아퀼라레알레 로, 월터토바기 로의 교차로에 위치해 있으며 가른데 라코르도 아눌라레가 근처를 지나간다. 토레 마우라 지역의 지하철역으로 토바기 역에서 로마-자르디네티 선과 환승이 가능하다.

## 역사
2007년부터 로마-판타노 선의 종점 구간을 로마 지하철 C선으로 편입시키기 위한 전환 공사를 위해 폐쇄되었다. 이후 2014년 11월 9일에 개업하였다.

## 역 시설
이 역에는 다음과 같은 시설이 있다.
- 매표기
- 화장실

## 환승
- 버스 정류장 (ATAC 및 COTRAL 운영 노선)